# Adjaratou Ouédraogo
Adjaratou Ouédraogo, née le 26 mai 1981 à Lomé au Togo, est une artiste peintre et sculptrice burkinabé. Elle est aussi réalisatrice de film d’animation.

## Biographie

### Enfance et débuts
Adjaratou Ouédraogo nait le 26 mai 1981 à Lomé au Togo. Elle est issue d'une famille polygame, comportant 35 enfants. À l'âge de huit ans, elle est séparée de sa mère qu'elle ne reverra que 20 ans plus tard, et est élevée par les autres femmes de son père, dans un climat qu'elle qualifie de difficile.  Elle commence sa carrière de plasticienne en 2000. Autodidacte, elle se perfectionne à des ateliers de formation à Ouagadougou, Bamako et Niamey.

### Parcours artistique
Elle utilise plusieurs médiums qui incluent la peinture, le dessin et la sculpture. Elle organise en 2009 sa première exposition personnelle avec Lucien Humbert. Son œuvre exposée en 2010 a pour principaux thèmes la  non scolarisation des filles, l’excision,  la mère et l’enfant, les enfants de la rue, etc. L'artiste peintre est aussi réalisatrice de film d'animation. Son premier essai est intitulé Le Crayon, un court métrage réalisé en 2016 et sélectionné au Cinéma numérique ambulant du FESPACO 2017. Le Crayon reçoit le titre de meilleur film d'animation aux Africa Movie Academy Awards à Lagos au Nigeria.
Depuis 2000, elle a fait près d'une centaine d'expositions au Burkina Faso, au Burundi et en France sur des thématiques comme la résilience, le carnet de voyage, l'enfance et la femme battante. Elle est à l'initiative de Ville en peinture,, pour susciter des talents de peinture chez des jeunes burkinabés.

## Filmographie
- 2016 : Le Crayon (film d'animation)

## Distinctions
- 2016 : Prix du meilleur film d'animation aux Africa Movie Academy Awards
- 2021 : Meilleur artiste peintre[10] des 12 personnalités culturelles et artistiques (12PCA)[11]